# Альдіно
Альдіно (італ. Aldino) — муніципалітет в Італії, у регіоні Трентіно-Альто-Адідже, провінція Больцано.
Альдіно розташоване на відстані близько 510 км на північ від Рима, 38 км на північний схід від Тренто, 15 км на південь від Больцано.
Населення — 1681 особа (2014).

## Демографія
Населення за роками:

Станом на 1 січня 2023 року в муніципалітеті офіційно проживало 38 іноземців з 16 країн, серед них 28 громадян країн Євросоюзу та 1 громадянин України.

## Сусідні муніципалітети
- Бронцоло
- Карано
- Даяно
- Монтанья
- Нова-Поненте
- Ора
- Тродена
- Варена